# هارولد دوبز
هارولد دوبز هو سياسي أمريكي، ولد في 8 ديسمبر 1918 في روزيلي في الولايات المتحدة، وتوفي في 14 أغسطس 1994 في سان فرانسيسكو في الولايات المتحدة. نشط حزبياً في الحزب الجمهوري.